# Anton Rodgers
Anton Michael Rodgers, más conocido como Anton Rodgers (Reading, Berkshire, Inglaterra, 26 de enero de 1993), es un futbolista inglés, aunque nacionalizado irlandés y de ascendencia norirlandesa. Se desempeña como centrocampista y actualmente milita en el Brighton & Hove Albion de la Football League Championship de Inglaterra. Su padre es Brendan Rodgers

## Trayectoria
Anton se formó en las inferiores del Reading FC, club en donde también jugó su padre. Su padre fue entrenador en la academia del Reading, pero cuando se fue a entrenar a la Academia del Chelsea Football Club en 2004, se llevó consigo a Anton, quien rápidamente se convirtió en pieza fundamental en el mediocampo del equipo Sub-16.
Anton rápidamente fue trascendiendo en las diferentes categorías, hasta que en la temporada 2009-10 fue promovido al equipo juvenil. Anton no tuvo la regularidad deseada,  pero logró desempeñar buenos partidos cuando el mediocampo estaba vacante. En enero de 2010, Anton logró un gol de larga distancia ante el Crystal Palace. En la temporada 2010-11, Anton tuvo más participación en la temporada, acumulando 20 encuentros disputados y solamente un gol anotado. Sin embargo, luego de que su contrato con el equipo juvenil expirase al final de la temporada, Anton firmó un contrato con el Brighton & Hove Albion de la Football League Championship.

## Selección nacional
A pesar de haber nacido en Inglaterra y de ser hijo de un norirlandés, Anton optó por representar a la Selección de Irlanda, de la cual forma parte desde la categoría Sub-15, desempeñando partidos con la Sub-16, la Sub-17 y la Sub-19.

## Clubes
| Club                   | País       | Año             |
| ---------------------- | ---------- | --------------- |
| Reading FC             | Inglaterra | ¿? - 2004       |
| Chelsea FC             | Inglaterra | 2004 - 2011     |
| Brighton & Hove Albion | Inglaterra | 2011 - Presente |